# Operclipygus bickhardti
Operclipygus bickhardti  (лат.) — вид мелких жуков-карапузиков из семейства Histeridae (Histerinae, Exosternini). Южная Америка: Перу (Madre de Dios). Длина 1,68 мм, ширина 1,40 мм. Цвет красновато-коричневый. Вид был обнаружен с помощью световой ловушки и описан в 2013 году энтомологами Майклом Катерино (Michael S. Caterino) и Алексеем Тищечкиным (Santa Barbara Museum of Natural History, Санта-Барбара, США). O. bickhardti назван в честь немецкого энтомолога Генриха Бикхардта (Heinrich von Bickhardt, 1873–1920), крупного специалиста по жукам-карапузикам (Histeridae), установившего трибу Exosternini и описавшего многие её виды. Типовая серия вида хранится в  Энтомологическом музее Сноу (Snow Entomology Museum, Канзасский университет, Лоренс, США), в коллекциях которого он был впервые обнаружен исследователями, проводившими ревизию рода и отнесён к группе видов Operclipygus impuncticollis, близок к виду Operclipygus britannicus, отличаясь строением гениталий.